# Кавалара II (Перуђа)
Кавалара II је насеље у Италији у округу Перуђа, региону Умбрија.
Према процени из 2011. у насељу је живело 128 становника. Насеље се налази на надморској висини од 280 м.